# Black Sheep Coffee
 (octobre 2023).
Black Sheep Coffee est une chaîne de cafés britannique dont le siège est à Londres, en Angleterre.

## Histoire
Black Sheep Coffee a été fondée en 2013 par Gabriel Shohet et Eirik Holth. En 2014, ils ont récolté 23 000 £ sur le site de financement participatif Kickstarter.
En juin 2019, Black Sheep Coffee a récolté 13 millions de livres anglaises, portant le total levé à 19 millions de livres, tous provenant d'investisseurs privés et valorisant l'entreprise à 109,2 millions de livres. Plus tard cette année-là, Black Sheep a repris huit sites de son concurrent Taylor St Baristas, une chaine qui subissait alors un redressement judiciaire,.
En 2021, Black Sheep a reçu un investissement du basketteur Kristaps Porziņģis, pour soutenir son expansion aux États-Unis. En 2022, le gouvernement britannique est devenu actionnaire de Black Sheep Coffee grâce au soutien du Future Fund, un programme de financement destiné aux entreprises touchées par la pandémie de COVID-19,. En mars 2023, Black Sheep Coffee comptait plus de 50 sites au Royaume-Uni.

## Produits
L'enseigne se distingue par son utilisation de grains de café Robusta dans son café haut de gamme, « à une époque où tout le monde croyait que le 100 % Arabica était le seul type de café haut de gamme ».
Ses boutiques proposent une gamme de cafés préparés par des baristas, des smoothies, des pâtisseries, des bagels, des toasts et des gaufres norvégiennes. Un certain nombre de cafés servent de l'alcool en soirée, notamment des cocktails expresso martini.
Black Sheep Coffee propose également du café en grain disponible à l'achat en magasin et en ligne.

## Emplacements
Les boutiques Black Sheep Coffee sont principalement concentrés à Londres, en Angleterre, où se trouve son siège social. En mai 2023, 43 de ses magasins étaient situés à Londres et 26 ailleurs au Royaume-Uni.
| Pays        | Nombre d'emplacements |
| ----------- | --------------------- |
| Royaume-Uni | 69                    |
| France      | 1                     |
| Philippines | 2                     |
| Etats-Unis  | 1                     |